# Luis Javier García Sanz
Luis Javier García Sanz (Badalona, 24 giugno 1978) è un ex calciatore spagnolo, di ruolo centrocampista.
Considerato uno dei migliori centrocampisti della sua generazione. 
Campione d'Europa con il Liverpool nel 2005, ha vestito le maglie di Tenerife, Barcellona, Liverpool, Atlético Madrid e Real Valladolid.

## Caratteristiche tecniche
Ambidestro, il suo piede naturale era il sinistro. Di solito era impiegato nella posizione di trequartista dietro la seconda punta e davanti al mediano, ma poteva anche ricoprire il ruolo di esterno di fascia, sia destra che sinistra.

## Carriera

### Club

#### Barcellona
Prodotto della cantera del Barcellona, dopo due anni trascorsi in seconda squadra, con cui ha segnato 27 gol in 78 partite ufficiali, viene girato in prestito a Tenerife, Real Valladolid e Toledo, fino a quando l'Atlético Madrid non decide di acquistare il giocatore a titolo definitivo.
Viste le sue ottime prestazioni il Barcellona decide di riacquistarlo facendo uso di una clausola fissata al momento del suo passaggio al club madrileno.

#### Liverpool
Nell'agosto 2004 Luis García, voluto fortemente da Rafael Benítez, allenatore del Liverpool, venne acquistato dai Reds per una cifra di 6 milioni di sterline (Benítez lo aveva allenato quando erano insieme a Tenerife). Venne comprato essenzialmente come sostituto (e a prezzo ridotto) di El-Hadji Diouf, che da poco aveva lasciato Liverpool.
Ha dimostrato più di una volta di meritarsi il posto da titolare e di conseguenza si è trasformato in un componente chiave dell'unità d'attacco del Liverpool. Fece il suo debutto in Premier League contro il Bolton Wanderers il 29 agosto 2004, partita in cui il Liverpool perse 1-0. Il suo primo goal con la maglia del Liverpool venne siglato contro il West Bromwich Albion ad Anfield nel settembre 2004. Fu inoltre un giocatore chiave nella stagione 2004/2005, dove segnò sia contro la Juventus in Champions League ai quarti (un pallonetto di sinistro a scavalcare Gianluigi Buffon) sia col Chelsea in semifinale (un tiro nei primi minuti).
Partecipò alla finale di Champions League il 25 maggio 2005 contro il Milan nella quale il Liverpool portò a casa il quinto titolo continentale. Nella stessa stagione Luis García siglò altri 13 goal nel campionato inglese.
Il 10 gennaio 2007, durante la partita contro l'Arsenal (poi persa 3-6) nella Coppa di Lega, García subì un gravissimo infortunio, la rottura del legamento anteriore del crociato del ginocchio destro. Dovette rimanere fuori dai campi di gioco per sei mesi, cioè per il resto della stagione 2006-2007. Subì l'intervento al ginocchio sabato 13 gennaio 2007 alla Clinica del Pilar a Barcellona, sotto i ferri del chirurgo Ramon Cugat, che aveva precedentemente operato Samuel Eto'o e Xavi (giocatori del Barcellona).
Garcia è arrivato ventiquattresimo nella classifica dei 100 migliori giocatori che hanno giocato col Liverpool, con Jamie Carragher, Steven Gerrard, Michael Owen e Robbie Fowler, gli unici calciatori che giocano ancora e che si sono posizionati più su nella speciale classifica dei tifosi del Liverpool.

#### Il ritorno in Spagna
Nell'ambito della trattativa che ha portato Fernando Torres al Liverpool torna in Spagna per accasarsi con l'Atlético Madrid. La nuova avventura spagnola non è delle migliori, dopo una stagione fatta di alti e bassi viene relegato in panchina con conseguente perdita della Nazionale.
Nonostante voci parlassero di un suo ritorno in Inghilterra o in un approdo in Russia passa a titolo definitivo al Racing Santander, firmando un contratto biennale.

#### Panathinaikos
Lascia prematuramente il Racing Santander per trasferirsi in Grecia nelle file del Panathīnaïkos, dove milita Djibril Cissé, suo ex-compagno di squadra nel Liverpool.

#### Puebla e UNAM
Il 2 luglio 2011 viene acquistato dal Puebla per poi passare l'anno seguente al UNAM Pumas.

#### Atlético de Kolkata
Il 7 luglio 2014 viene ingaggiato dall'Atlético de Kolkata, squadra indiana satellite dell'Atlético Madrid militante nell'Indian Super League. Con la compagine indiana si aggiudica, il 20 dicembre 2014, la prima edizione della Indian Super League.

### Nazionale
Ha debuttato in nazionale nel 2005, in un'amichevole contro la Cina a Salamanca (3-0 per le Furie Rosse). Ha avuto un ruolo decisivo per la qualificazione della squadra a Germania 2006 segnando per la prima volta con la Roja contro la Slovacchia, arrivando addirittura a segnare una tripletta nel play-off contro la Slovacchia (vinto 5-1). Viene poi convocato per il Mondiale 2006, a seguito delle ottime stagioni a Liverpool, nella competizione gioca tre partite su quattro della squadra, compreso l'ottavo di finale contro la Francia perso per 3-1. Dopo il grave infortunio del 2007 Luis Garcìa non è più riuscito ad esprimersi ad alti livelli, precludendo altre convocazioni nella nazionale, dove vanta complessivamente 18 presenze e 4 reti. La sua ultima partita è stata un'amichevole vinta per 2-1 contro l'Argentina l'11 ottobre 2006.

## Statistiche

### Presenze e reti nei club
Statistiche aggiornate al 9 aprile 2016.
| Stagione               | Squadra                | Campionato             | Campionato | Campionato | Coppe nazionali | Coppe nazionali | Coppe nazionali | Coppe continentali | Coppe continentali | Coppe continentali | Altre coppe | Altre coppe | Altre coppe | Totale | Totale |
| Stagione               | Squadra                | Comp                   | Pres       | Reti       | Comp            | Pres            | Reti            | Comp               | Pres               | Reti               | Comp        | Pres        | Reti        | Pres   | Reti   |
| ---------------------- | ---------------------- | ---------------------- | ---------- | ---------- | --------------- | --------------- | --------------- | ------------------ | ------------------ | ------------------ | ----------- | ----------- | ----------- | ------ | ------ |
| 1997-1998              | Barcellona B           | SDB                    | 36+6       | 15+3       | -               | -               | -               | -                  | -                  | -                  | -           | -           | -           | 42     | 18     |
| 1998-1999              | Barcellona B           | SD                     | 37         | 10         | -               | -               | -               | -                  | -                  | -                  | -           | -           | -           | 37     | 10     |
| Totale Barcellona B    | Totale Barcellona B    | Totale Barcellona B    | 73+6       | 25+3       |                 | -               | -               |                    | -                  | -                  |             | -           | -           | 79     | 28     |
| 1998-1999              | Barcellona             | PD                     | 0          | 0          | CR              | 0               | 0               | UCL                | 0                  | 0                  | SS          | 1           | 0           | 1      | 0      |
| 1999-gen. 2000         | Real Valladolid        | PD                     | 6          | 0          | CR              | 2               | 0               | -                  | -                  | -                  | -           | -           | -           | 8      | 0      |
| gen.-giu. 2000         | Toledo                 | SD                     | 17         | 4          | CR              | -               | -               | -                  | -                  | -                  | -           | -           | -           | 17     | 4      |
| 2000-2001              | Tenerife               | SD                     | 40         | 16         | CR              | 1               | 0               | -                  | -                  | -                  | -           | -           | -           | 41     | 16     |
| 2001-2002              | Real Valladolid        | PD                     | 25         | 7          | CR              | 4               | 3               | -                  | -                  | -                  | -           | -           | -           | 29     | 10     |
| Totale Real Valladolid | Totale Real Valladolid | Totale Real Valladolid | 31         | 7          |                 | 6               | 3               |                    | -                  | -                  |             | -           | -           | 37     | 10     |
| 2002-2003              | Atlético Madrid        | PD                     | 30         | 9          | CR              | 2               | 0               | -                  | -                  | -                  | -           | -           | -           | 32     | 9      |
| 2003-2004              | Barcellona             | PD                     | 25         | 4          | CR              | 6               | 1               | CU                 | 7                  | 3                  | -           | -           | -           | 38     | 8      |
| Totale Barcellona      | Totale Barcellona      | Totale Barcellona      | 25         | 4          |                 | 6               | 1               |                    | 7                  | 3                  |             | 1           | 0           | 39     | 8      |
| 2004-2005              | Liverpool              | PL                     | 29         | 8          | FACup+CdL       | 0+3             | 0               | UCL                | 12                 | 5                  | -           | -           | -           | 44     | 13     |
| 2005-2006              | Liverpool              | PL                     | 31         | 7          | FACup+CdL       | 3+1             | 1+0             | UCL                | 12                 | 2                  | SU+Cmc      | 1+2         | 1+0         | 50     | 11     |
| 2006-2007              | Liverpool              | PL                     | 17         | 3          | FACup+CdL       | 1+2             | 0               | UCL                | 7                  | 3                  | CS          | 1           | 0           | 28     | 6      |
| Totale Liverpool       | Totale Liverpool       | Totale Liverpool       | 77         | 18         |                 | 10              | 1               |                    | 31                 | 10                 |             | 4           | 1           | 122    | 30     |
| 2007-2008              | Atlético Madrid        | PD                     | 30         | 2          | CR              | 6               | 0               | Int+CU             | 0+9                | 4                  | -           | -           | -           | 45     | 6      |
| 2008-2009              | Atlético Madrid        | PD                     | 19         | 0          | CR              | 3               | 0               | UCL                | 7                  | 1                  | -           | -           | -           | 29     | 1      |
| Totale Atlético Madrid | Totale Atlético Madrid | Totale Atlético Madrid | 79         | 11         |                 | 11              | 0               |                    | 16                 | 5                  |             | -           | -           | 106    | 16     |
| 2009-2010              | Racing Santander       | PD                     | 15         | 0          | CR              | 3               | 0               | -                  | -                  | -                  | -           | -           | -           | 18     | 0      |
| 2010-2011              | Panathinaikos          | SL                     | 14+4       | 1+1        | CG              | 1               | 0               | UCL                | 6                  | 0                  | -           | -           | -           | 25     | 2      |
| 2011-2012              | Puebla                 | PD                     | 33         | 14         | -               | -               | -               | -                  | -                  | -                  | -           | -           | -           | 33     | 14     |
| 2012-2013              | UNAM                   | PD                     | 18+2       | 2          | CM              | 7               | 4               | -                  | -                  | -                  | -           | -           | -           | 27     | 6      |
| 2013-2014              | UNAM                   | PD                     | 15         | 2          | CM              | 5               | 0               | -                  | -                  | -                  | -           | -           | -           | 20     | 2      |
| Totale UNAM            | Totale UNAM            | Totale UNAM            | 33+2       | 4          |                 | 12              | 4               |                    | -                  | -                  |             | -           | -           | 47     | 8      |
| 2014                   | Atlético de Kolkata    | ISL                    | 11+2       | 2          | -               | -               | -               | -                  | -                  | -                  | -           | -           | -           | 13     | 2      |
| gen.-giu. 2016         | C.C. Mariners          | AL                     | 10         | 2          | FFACup          | -               | -               | -                  | -                  | -                  | -           | -           | -           | 10     | 2      |
| Totale carriera        | Totale carriera        | Totale carriera        | 470        | 112        |                 | 50              | 9               |                    | 60                 | 18                 |             | 5           | 1           | 587    | 140    |

### Cronologia presenze e reti in nazionale
| Cronologia completa delle presenze e delle reti in nazionale ― Spagna | Cronologia completa delle presenze e delle reti in nazionale ― Spagna | Cronologia completa delle presenze e delle reti in nazionale ― Spagna | Cronologia completa delle presenze e delle reti in nazionale ― Spagna | Cronologia completa delle presenze e delle reti in nazionale ― Spagna | Cronologia completa delle presenze e delle reti in nazionale ― Spagna | Cronologia completa delle presenze e delle reti in nazionale ― Spagna | Cronologia completa delle presenze e delle reti in nazionale ― Spagna |
| Data                                                                  | Città                                                                 | In casa                                                               | Risultato                                                             | Ospiti                                                                | Competizione                                                          | Reti                                                                  | Note                                                                  |
| --------------------------------------------------------------------- | --------------------------------------------------------------------- | --------------------------------------------------------------------- | --------------------------------------------------------------------- | --------------------------------------------------------------------- | --------------------------------------------------------------------- | --------------------------------------------------------------------- | --------------------------------------------------------------------- |
| 26-3-2005                                                             | Salamanca                                                             | Spagna                                                                | 3 – 0                                                                 | Cina                                                                  | Amichevole                                                            | -                                                                     | 54’                                                                   |
| 4-6-2005                                                              | Valencia                                                              | Spagna                                                                | 1 – 0                                                                 | Lituania                                                              | Qual. Mondiali 2006                                                   | -                                                                     | 61’                                                                   |
| 17-8-2005                                                             | Gijón                                                                 | Spagna                                                                | 2 – 0                                                                 | Uruguay                                                               | Amichevole                                                            | -                                                                     | 60’                                                                   |
| 3-9-2005                                                              | Santander                                                             | Spagna                                                                | 2 – 1                                                                 | Canada                                                                | Amichevole                                                            | -                                                                     | 67’                                                                   |
| 7-9-2005                                                              | Madrid                                                                | Spagna                                                                | 1 – 1                                                                 | Serbia e Montenegro                                                   | Qual. Mondiali 2006                                                   | -                                                                     | 67’                                                                   |
| 12-11-2005                                                            | Madrid                                                                | Spagna                                                                | 5 – 1                                                                 | Slovacchia                                                            | Qual. Mondiali 2006                                                   | 3                                                                     | 77’                                                                   |
| 1-3-2006                                                              | Valladolid                                                            | Spagna                                                                | 3 – 2                                                                 | Costa d'Avorio                                                        | Amichevole                                                            | -                                                                     | 46’                                                                   |
| 27-5-2006                                                             | Albacete                                                              | Spagna                                                                | 0 – 0                                                                 | Russia                                                                | Amichevole                                                            | -                                                                     | 46’                                                                   |
| 3-6-2006                                                              | Elche                                                                 | Spagna                                                                | 2 – 0                                                                 | Egitto                                                                | Amichevole                                                            | -                                                                     | 63’                                                                   |
| 7-6-2006                                                              | Ginevra                                                               | Spagna                                                                | 2 – 1                                                                 | Croazia                                                               | Amichevole                                                            | -                                                                     | 46’                                                                   |
| 14-6-2006                                                             | Lipsia                                                                | Spagna                                                                | 4 – 0                                                                 | Ucraina                                                               | Mondiali 2006 - 1º turno                                              | -                                                                     | 77’                                                                   |
| 19-6-2006                                                             | Stoccarda                                                             | Spagna                                                                | 3 – 1                                                                 | Tunisia                                                               | Mondiali 2006 - 1º turno                                              | -                                                                     | 46’                                                                   |
| 27-6-2006                                                             | Hannover                                                              | Spagna                                                                | 1 – 3                                                                 | Francia                                                               | Mondiali 2006 - Ottavi di finale                                      | -                                                                     | 54’                                                                   |
| 15-8-2006                                                             | Reykjavík                                                             | Islanda                                                               | 0 – 0                                                                 | Spagna                                                                | Amichevole                                                            | -                                                                     | 33’ 46’                                                               |
| 2-9-2006                                                              | Badajoz                                                               | Spagna                                                                | 4 – 0                                                                 | Liechtenstein                                                         | Qual. Euro 2008                                                       | 1                                                                     | 63’                                                                   |
| 6-9-2006                                                              | Belfast                                                               | Irlanda del Nord                                                      | 3 – 2                                                                 | Spagna                                                                | Qual. Euro 2008                                                       | -                                                                     | 63’                                                                   |
| 7-10-2006                                                             | Solna                                                                 | Svezia                                                                | 2 – 0                                                                 | Spagna                                                                | Qual. Euro 2008                                                       | -                                                                     | 59’ 90+2’                                                             |
| 11-10-2006                                                            | Murcia                                                                | Spagna                                                                | 2 – 1                                                                 | Argentina                                                             | Amichevole                                                            | -                                                                     | 56’                                                                   |
| Totale                                                                |                                                                       | Presenze                                                              | 18                                                                    |                                                                       | Reti                                                                  | 4                                                                     |                                                                       |

## Palmarès

### Club

#### Competizioni nazionali
- Coppa d'Inghilterra: 1

Liverpool: 2005-2006
- Community Shield: 1

Liverpool: 2006
- Indian Super League: 1

Atlético de Kolkata: 2014

#### Competizioni internazionali
- UEFA Champions League: 1

Liverpool: 2004-2005
- Supercoppa UEFA: 1

Liverpool: 2005